# مثل مايك
مثل مايك (بالإنجليزية: Like Mike)‏ هو فيلم كوميديا ورياضة عائلي تم إنتاجه في الولايات المتحدة وصدر سنة 2002 بطولة باو واو وموريس تشينت وجيسي بليمنز.

## القصة
طفل يتعرض حذائه لصعقة رعدية مما يجعله يتمكن من لعب كرة السلة بإحترافية عالية عندما يلبسه.

## الميزانية والإيرادات
كلف الفيلم 30 مليون دولار وحقق أرباح تقدر بـ 60 مليون دولار.

## وصلات خارجية
مثل مايك على موقع IMDb (الإنجليزية)
- مثل مايك على موقع ميتاكريتيك (الإنجليزية)
- مثل مايك على موقع روتن توميتوز (الإنجليزية)
- مثل مايك على موقع نتفليكس (الإنجليزية)
- مثل مايك على موقع قاعدة بيانات الأفلام العربية
- مثل مايك على موقع ألو سيني (الفرنسية)
- مثل مايك على موقع Turner Classic Movies (الإنجليزية)
- مثل مايك على موقع أول موفي (الإنجليزية)
- مثل مايك على موقع بوكس أوفيس موجو (الإنجليزية)
- مثل مايك على موقع فيلمافينيتي (الإسبانية)